# Вичужанка
Вичужанка — река в Ивановской области России. Устье реки находится в 24 км от устья Сунжи по левому берегу. Длина реки составляет 17 км, площадь водосборного бассейна — 81,4 км². Протекает через город Вичугу.

## Данные водного реестра
По данным государственного водного реестра России относится к Верхневолжскому бассейновому округу, водохозяйственный участок реки — Волга от города Кострома до Горьковского гидроузла (Горьковское водохранилище), без реки Унжа, речной подбассейн реки — Волга ниже Рыбинского водохранилища до впадения Оки. Речной бассейн реки — (Верхняя) Волга до Куйбышевского водохранилища (без бассейна Оки).
Код объекта в государственном водном реестре — 08010300412110000013490.

## Происхождение названия
Гидроним (первоначально Вичуга) имеет финно-угорское происхождение, вероятно, от мерянского *vičVga*, где корень *vič(a)* связывают со значением «ива», а формант *-Vga*, часто встречающийся в гидронимах севера Европейской России, может означать «река» или указывать на заболоченность. Первоначально название относилось к реке и волости вокруг села Вичуга (ныне Старая Вичуга). С 1871 года название Вичуга получила железнодорожная станция (изначально Новая Вичуга), а с 1925 года — город, образованный из рабочих посёлков при станции.